# Paràmetre de xarxa
El paràmetre de xarxa fa referència a la distància constant entre les cel·les unitat que conformen una estructura cristal·lina, és a dir, la seva dimensió física. Les gelosies en tres dimensions tenen generalment tres constants de gelosia, conegudes com a, b i c. No obstant això, en el cas especial de les estructures cristal·lines cúbiques, totes les constants són iguals i es coneixen com a. De la mateixa manera, en les estructures cristal·lines hexagonals, les constants a i b són iguals i només ens referim a les constants a i c. Un grup de constants de xarxa es podria anomenar paràmetres de xarxa. Tanmateix, el conjunt complet de paràmetres de xarxa consisteix en les tres constants de xarxa i els tres angles entre elles.
Per exemple, la constant de retícula del diamant és a = 3,57 Å a 300 K. L'estructura és equilàter, tot i que la seva forma real no es pot determinar només a partir de la constant de retícula. A més, en aplicacions reals, normalment es dona la constant de xarxa mitjana. Prop de la superfície del cristall, la constant de gelosia es veu afectada per la reconstrucció superficial que resulta en una desviació del seu valor mitjà. Com que les constants de xarxa tenen la dimensió de longitud, la seva unitat SI és el metre. Les constants de gelosia solen ser de l’ordre de diversos ångströms (és a dir, dècimes de nanòmetre). Les constants de gelosia es poden determinar utilitzant tècniques com la difracció de raigs X o amb un microscopi de força atòmica. La constant reticular d'un cristall es pot utilitzar com a estàndard de longitud natural del rang de nanòmetres.